# Pecatonica River
Der Pecatonica River ist ein rechter Nebenfluss des Rock River in den US-Bundesstaaten Wisconsin und Illinois.
Der Pecatonica River entspringt in einem Hügelland im Iowa County im Südwesten von Wisconsin. Er fließt anfangs in südsüdöstlicher Richtung an Darlington vorbei nach Illinois. Er durchfließt die Stadt Freeport und wendet sich anschließend nach Osten. Er passiert den Ort Pecatonica, nimmt den Sugar River linksseitig auf und mündet schließlich in Rockton in den Rock River, einen Nebenfluss des Mississippi River.
Der Pecatonica River hat eine Länge von 312 km. Er entwässert ein Areal von 6753 km², wovon 4690 km² in Wisconsin liegen.